# 청도 운문사 내원암 산신도
청도 운문사 내원암 산신도(淸道 雲門寺 內院庵 山神圖)는 대한민국 경상북도 청도군 운문면 신원리, 운문사 내원암에 있는 산신도이다. 2010년 4월 5일 경상북도의 문화재자료 제572호로 지정되었다.

## 개요
이 산신도는 견본채색에 세로 99.0cm, 가로 64.4cm인 자그마한 크기의 그림으로서, 화면은 산신과 동자, 호랑이가 중심 圖像을 이루고, 소나무와 바위산, 그리고 원경의 폭포가 배경으로 등장하는 전형적인 형식의 산신도이다. 그림의 전반적인 상태는 양호한 편이나 화면 상단의 채색이 아래 부분에 비해 많이 탁해진 상태이다.
화면 하단의 畵記를 통해 이 그림이 1898년(光武 2)에 內院庵의 金堂에 봉안되었으며, 제작에 東昊震撤, 影雲奉秀, 尙祚, 亘燁 등 4명의 畵師가 참여하였음을 알 수 있다. 그 중에서도 首畵師인 東昊震撤은 19세기 후반에 경기도를 중심으로 활동하던 화사로서 1886년 김천 직지사 신중도 이후로는 경상도 지역의 불사에 적극 참여하는 모습을 볼 수 있다.
현재 남아있는 산신도는 대부분 19~20세기에 조악한 기법으로 제작된 것이 많으나, 최근 산신도의 불교신앙적인 의미나 문화사적 의의에 대한 재평가가 이루어지고 있는 시점에서 본 산신도가 지니는 의미가 크다고 판단되므로 文化財資料로 지정한다. 다만, 현재 유리창으로 된 알루미늄 틀 내에 보관되어 있어 습도로 인한 안료의 손상이 우려되므로 적절한 보존방안이 마련될 필요가 있다고 판단된다.

## 같이 보기
- 운문사

## 참고 자료
- 청도 운문사 내원암 산신도 - 국가유산청 국가유산포털